# Day and Night!!
『Day and Night!!』（デイ アンド ナイト !!）は、2017年2月17日に発売されたMayuのデモEPである。

## 概要
2月17日に行われた「ONEMAN Mayu SHOW !! vol.2 〜それゆけ！スーパーヒューマン〜」のライブ会場限定盤としてリリースされる。盤面には本人の手描きの通し番号が書かれている。

## 収録曲
- 全曲作詞・作曲： Mayu

1. RED CARPET (3:10)
2. チャンキーモンキー (4:09)
3. しぶや26時 (4:31)